# TV Norte Boa Vista
TV Norte Boa Vista é uma emissora de televisão brasileira sediada em Boa Vista, capital do estado de Roraima. Opera no canal 12 (40 UHF digital) e é afiliada ao SBT. A emissora faz parte do Grupo Norte de Comunicação, pertencente ao empresário Sérgio Bringel, sendo parte da rede regional TV Norte.

## História
A TV Boa Vista foi inaugurada em 5 de outubro de 1991, no primeiro aniversário da transformação de Roraima em estado, retransmitindo a programação da Rede Manchete. No dia seguinte, a emissora passou a exibir noticiário local e vários programas foram criados, porém a maioria saiu do ar em menos de três meses, tendo a falta de recursos financeiros como a principal responsável.
Em 1999, a Rede Manchete faliu devido a inúmeros problemas administrativos e financeiros, dando lugar à RedeTV!. A TV Boa Vista então acompanhou o processo de transição para a nova rede, sendo uma de suas afiliadas de longa data.
Em 18 de maio de 2020, a TV Boa Vista foi adquirida pelo Grupo Norte de Comunicação, responsável pelas afiliadas do SBT no Amazonas e no Tocantins, e passou a se chamar TV Norte Boa Vista. Em 1.º de abril de 2021, a emissora deixou a RedeTV! e passou a retransmitir a programação do SBT, trocando de afiliação com a Tropical TV.

## Sinal digital
Transição para o sinal digital
Com base no decreto federal de transição das emissoras de TV brasileiras do sinal analógico para o digital, a TV Norte Boa Vista, bem como as outras emissoras de Boa Vista, cessou suas transmissões pelo canal 12 VHF em 31 de outubro de 2018, seguindo o cronograma oficial da ANATEL.